# Bernt Notke
Bernt Notke (ur. ok. 1435 w Lassan; zm. w 1508/09 w Lubece) – późnogotycki malarz i rzeźbiarz lubecki, znany w Europie północnej, a w szczególności w basenie Morza Bałtyckiego.
Początkowo projektował przedmioty ze srebra oraz płyty nagrobne. Trudnił się malarstwem, rzeźbą, drzeworytem. W 1460 roku zamieszkał w Lubece, gdzie posiadał własny warsztat. Trudnił się głównie malarstwem i snycerstwem. W 1481 roku uzyskał prawo obywatelstwa, ale nie należał do żadnego z cechów artystów. Pierwsze monumentalne malowidło pochodzi z 1463. Powstało dla lubeckiego kościoła Matki Boskiej, a jego tematyką był Taniec Śmierci. Obecnie jego fragmenty znajdują się w tallińskim kościele Św. Mikołaja. Fryz nawiązywał do niderlandzkiego i francuskiego stylu: wypełniony jest w równym stopniu opisową akcją, jak i symbolicznymi postaciami; monumentalny i śmiały w formie, odznacza się dosadnym realizmem.  

## Prace

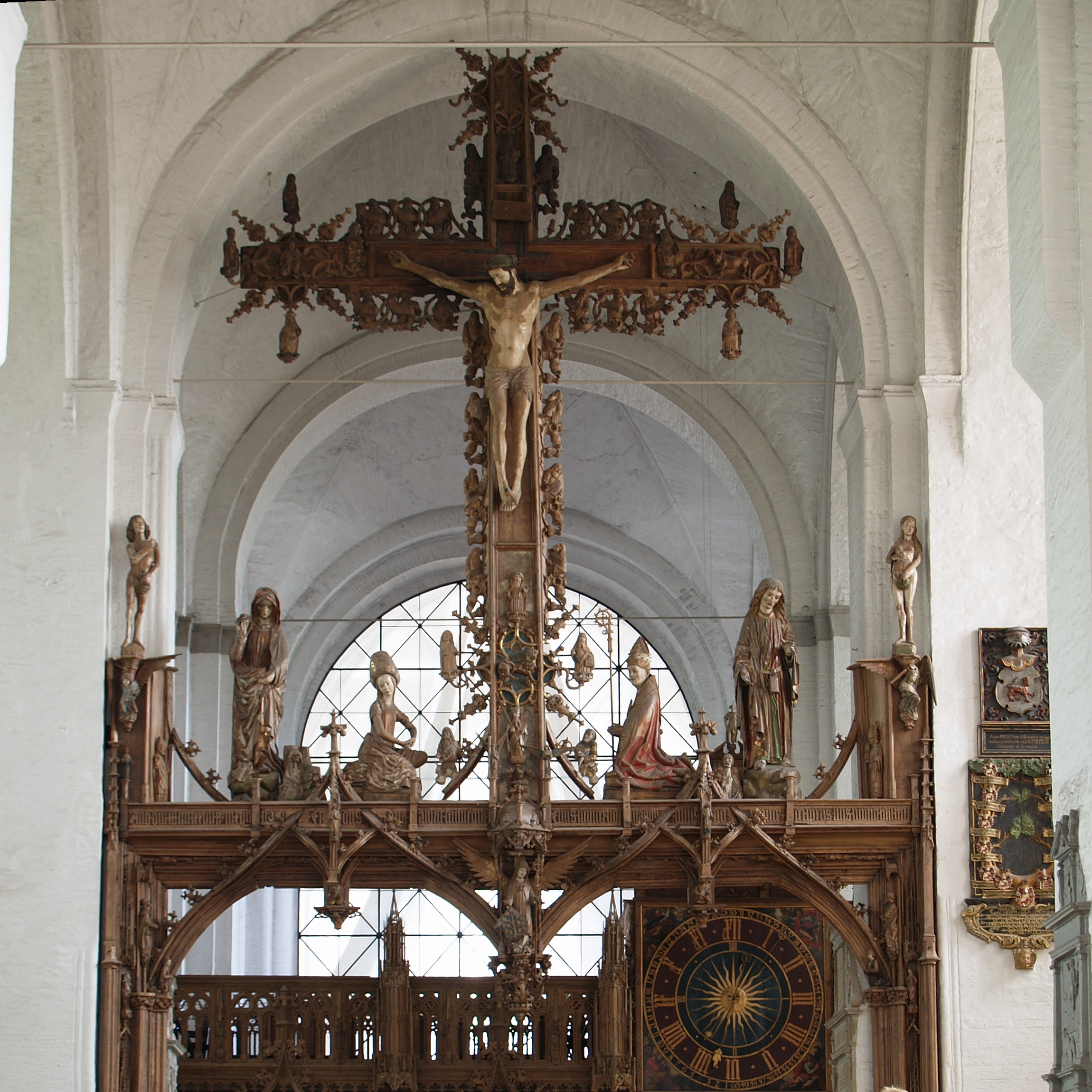
Krzyż Tryumfalny w katedrze lubeckiej

Do najbardziej znanych prac Notkego należą:
- Krzyż Tryumfalny w katedrze lubeckiej (1477) ufundowany przez biskupa Lubeki Alberta II Krummendieka.
- Monumentalna rzeźba Św. Jerzego wykonana w asyście pomocnika Heinricha Wylsynckiego na zlecenie szwedzkiego regenta Stena Sture Starszego. Rzeźba miała upamiętniać bitwę pod Brunkebergiem. Dzieło znajduje się w kościele św. Mikołaja na sztokholmskim Starym Mieście (szw. Gamla Stan). Gipsowy odlew rzeźby przechowywany jest w muzeum w kościele św. Katarzyny w Lubece.

Obok Hermena Rode Bernt Notke był największym artystą późnośredniowiecznej Hanzy. Dzięki kupcom hanzeatyckim jego prace znaleźć można w wielu miastach rejonu Morza Bałtyckiego. 
Niemcy, Lubeka
- Taniec Śmierci, Kościół Mariacki; w 1701 zastąpiony kopią autorstwa Antona Wortmanna zniszczoną w pożarze 1942.
- Msza św. Grzegorza, Kościół Mariacki, obraz zniszczony w 1942.
- Brązowa płyta nagrobna rodziny Hutterock (1505), Kościół Mariacki.
- Johannesaltar der Schonenfahrer w klasztorze św. Anny.

Dania
- Ołtarz główny, katedra w Århus.

Szwecja
- Ołtarz, Kościół św. Mikołaja w Sztokholmie.

Estonia, Tallinn (Rewel)
- Taniec Śmierci, Kościół św. Mikołaja (est. Niguliste kirik).
- Ołtarz, Kościół św. Ducha.

Norwegia

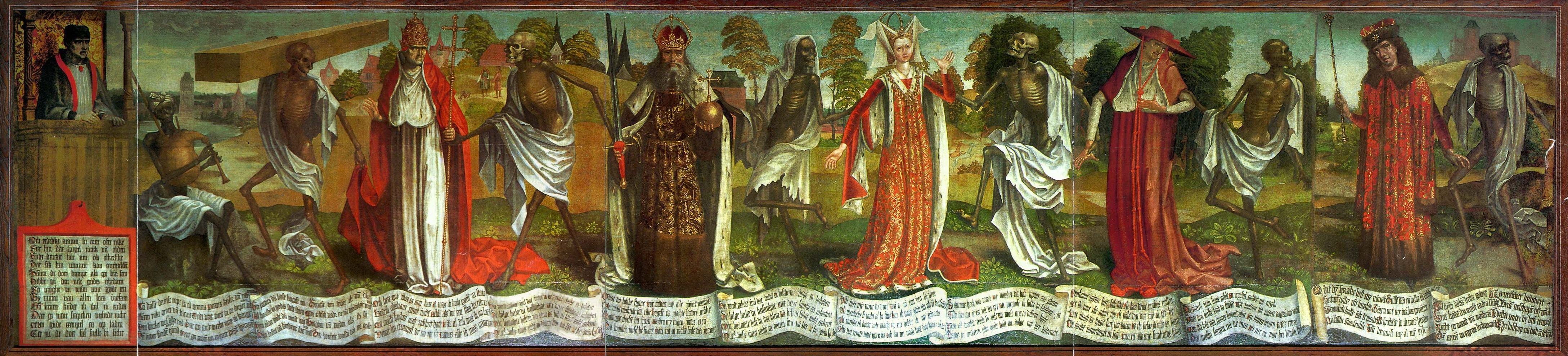
Danse Macabre - olej na płótnie - Kościół św. Mikołaja w Tallinie

- Ołtarz, kościół w Trondenes koło Harstad w północnej Norwegii.